# Lutomierz
Lutomierz (niem. Quickendorf) – wieś w Polsce położona w województwie dolnośląskim, w powiecie ząbkowickim, w gminie Stoszowice.

## Podział administracyjny
| SIMC    | Nazwa             | Rodzaj  |
| ------- | ----------------- | ------- |
| 0855457 | Lutomierz-Kolonia | kolonia |

W latach 1975–1998 miejscowość administracyjnie należała do województwa wałbrzyskiego.

## Zabytki
Do wojewódzkiego rejestru zabytków wpisany jest:
- kościół filialny pw. Matki Boskiej, z XIV w., XVIII w.